# Засурський Ясен Миколайович
Ясен Миколайович Засурський (29 жовтня 1929, Москва — 1 серпня 2021) — радянський і російський літературознавець. Декан факультету журналістики МДУ ім. М. В. Ломоносова з 1965 по 2007 рік, президент факультету журналістики МДУ з 2007 року по теперішній час. Доктор філологічних наук (1967).

## Біографія
Народився 29 жовтня 1929 року в Москві. За словами самого професора, ім'я «Ясен» йому дала мама в честь ясних очей його батька. Закінчив школу екстерном і в 1944 році, у віці 14 років вступив на англійський факультет Московського державного педагогічного інституту іноземних мов ім. М. Тореза. Закінчив його в 1948 році. У 1951—1953 працював науковим редактором у Видавництві іноземної літератури. З 1953 почав працювати на незадовго до цього створеному факультеті журналістики МДУ. З 1955 року — завідувач кафедри зарубіжної журналістики та літератури. У 1965—2007 — декан, а з 2007 — президент факультету.
Доктор філологічних наук з 1967 року. Тема дисертації: «Американська література XX століття». Професор з 1968 року. З 1995 року по 1999 рік був головою Комісії з ліцензування радіо- і телечастот. Автор більше двохсот наукових робіт, у тому числі 16 монографій.
Ясен Засурський має ряд нагород: два ордени «Знак Пошани», орден Трудового червоного прапора, орден «За заслуги перед Вітчизною» IV ступеня (1999), золота медаль ЮНЕСКО імені Махатми Ганді. Два рази ставав лауреатом Ломоносовської премії. Також отримав премію «Тріумф». У 2015 році удостоєний премії Уряду РФ в області засобів масової інформації.

## Сім'я
Ясен Засурський одружений, має сина і двох онуків, один з яких, Іван Засурський, очолює кафедру нових медіа та теорії комунікації на факультеті журналістики МДУ.